# Сатурий Фирм
Сату́рий Фирм (лат. Saturius Firmus; умер после 148 года) — римский политический деятель, занимавший с апреля по июнь 148 года должность консула-суффекта.

## Биография
Фирм, по всей видимости, происходил из Аускула. Его отцом или дедом был Сатурий Фирм, упоминающийся в письмах Плиния Младшего и женившийся на дочери сенатора Азиния Руфа. С апреля по июнь 148 года Фирм занимал должность консула-суффекта вместе с Гаем Сальвием Капитоном. Больше о нём ничего не известно.